# Famille d'Abillon
La famille d'Abillon est une famille de la noblesse française, originaire de Saintonge. Elle s'est éteinte au XVIIIe siècle.

## Histoire
Joachim Ier d'Abillon fut anobli en 1547 par la fonction de maire de Saint-Jean-d'Angély. Ses descendants tinrent des fonctions éminentes dans cette même ville au cours des deux siècles suivants.[réf. nécessaire]
On ne voit pas de maintenue de noblesse dans la Généralité de La Rochelle pour cette famille lors de la grande Réformation de 1666-1672. Cependant, l'arrière-arrière-petit-fils de Joachim Ier, Joachim II d'Abillon, fut maintenu dans sa noblesse par ordonnance de Louis Bazin de Bezons, intendant de Bordeaux, le 9 septembre 1695.

## Filiation
La descendance est connue par les travaux de François-Alexandre Aubert de La Chesnaye Des Bois, et la lecture des actes d'état civil depuis le XVIIIe siècle.
- Joachim Ier d'Abillon, élu maire de Saint-Jean-d'Angély le 27 mars 1547[1].
  - Jean Ier d'Abillon, sieur de Beaufief, échevin de Saint-Jean-d'Angély en 1581, maire et capitaine de cette ville en 1582. Il épouse le 13 juin 1547 Marie Dubois.
    - Florizel d'Abillon, sieur de Beaufief, écuyer, commandant la garnison de Saint-Jean-d'Angély.
    - Jean II d'Abillon, sieur de la Leigne, lieutenant général au Siège de Saint-Jean-d'Angély en 1589, échevin le 14 mars 1603[1].
    - Simon d'Abillon, sieur du Seudre et de Savignac. Il épouse le 20 octobre 1600, Suzanne Brachet, fille d'Ignace Brachet, sieur de la Milletière.
      - Jean III d'Abillon ( -1669), seigneur de Savignac et de Bèchemore, maitre d'hôtel ordinaire du roi[1]. Il épouse le 3 mai 1652, Marguerite Truchon.
        - Joachim II d'Abillon (1653-1701), seigneur du Sudre et de Savignac, épouse Marie Suzanne Angélique de Belhade, fille d'Alexis de Belhade.
          - Joachim III d'Abillon, seigneur du Sudre et de Savignac.
          - André d'Abillon (1685- ), jurat de Bordeaux au moins les années 1735 à 1737 ; premier jurat en 1736. Le 24 janvier 1715 à Bordeaux, il épouse Jeanne de Candau[2].
            - François Alexandre d'Abillon (1715-1769), écuyer, seigneur de Savignac, lieutenant de vaisseau de la Royale. Il épouse Marie de Lesgallery.
              - Pierre François d'Abillon (1762-1810), marquis de Savignac, de la maison noble du Seudre (ou Sudre), chevalier de l'Ordre royal et militaire de Saint-Louis, lieutenant des vaisseaux du roi. Le 4 juillet 1789 à Paris, il épouse Marie Gabrielle Sophie de Liniers.
                - Adélaïde Esther Charles d'Abillon de Savignac (1790-1847), femme de lettres.

          - Marie Angélique d'Abillon (31 mars 1696 - 1770), reçue à Saint-Cyr le 10 février 1707.

      - Suzanne d'Abillon, mariée avec Joachim de Sainte-Hermine, sieur de la Funelière.
      - Madeleine d'Abillon, mariée avec son cousin Josué d'Abillon, sieur de Beaufief.

## Personnalités

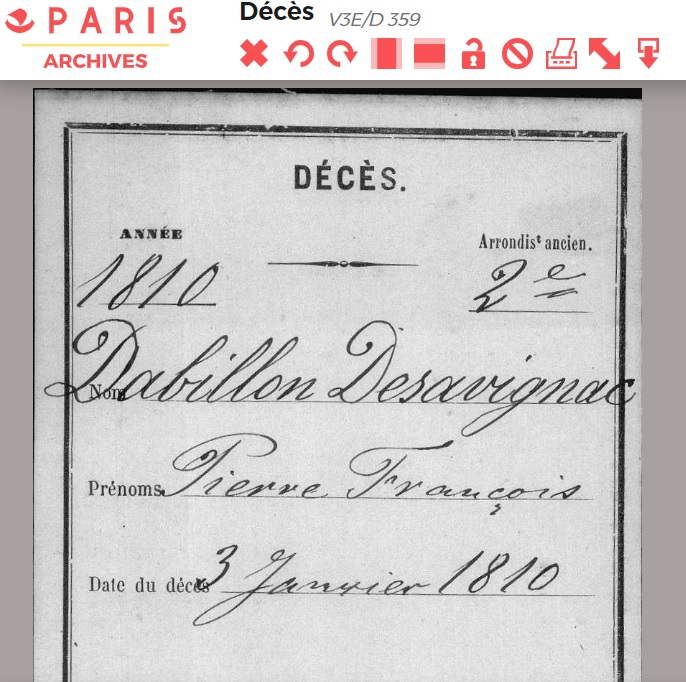
1810.01.03 - Fiche de l'état civil reconstitué de l'acte de décès de Pierre François d'Abillon de Savignac (Dabillon Desavignac)

- Alida de Savignac (Adélaïde Esther Charles d'Abillon de Savignac, 1790-1847), femme de lettres.

La famille d'Abillon s'éteignit vraisemblablement au cours du XIXe siècle avec Pierre François d'Abillon (1762-1810), l'arrière-petit-fils de Joachim II qui n'a eu qu'une fille unique : Adélaïde Esther Charles d'Abillon de Savignac.[réf. nécessaire]

## Château
La famille d'Abillon possédait le château de Beaufief situé à Mazeray en Charente-Maritime.

## Armes
Les armes de la famille sont : « de gueules, à cinq billettes d'argent, couchées et posées l'une au-dessus de l'autre, en pal ».